# Makroskopische Dimension
In der Mathematik ist die makroskopische Dimension eine Invariante metrischer Räume.

## Definition
Sei {\displaystyle (X,d)} ein metrischer Raum und {\displaystyle A\subset X}, dann bezeichnen wir mit {\displaystyle \operatorname {diam} (A)} den Durchmesser von {\displaystyle A}. Eine Funktion {\displaystyle f\colon X\to Y} heißt gleichmäßig kobeschränkt (englisch uniformly cobounded), falls eine Konstant {\displaystyle C} existiert, so dass für alle {\displaystyle y\in Y} gilt
{\displaystyle \operatorname {diam} (f^{-1}(y))<C.}
Mit anderen Worten es existiert eine gleichmäßige obere Schranke {\displaystyle C} für die Größe der Urbilder von {\displaystyle f}.
{\displaystyle X} hat eine makroskopische Dimension {\displaystyle \operatorname {dim} _{mc}(X)} kleiner oder gleich {\displaystyle n}, {\displaystyle \operatorname {dim} _{mc}(X)\leq n}, falls eine stetige, gleichmäßig kobeschränkte Abbildung {\displaystyle f:X\to N^{n}} in einen {\displaystyle n}-dimensionalen Simplizialkomplex {\displaystyle N^{n}} existiert.

## Vergleich mit anderen Dimensionsbegriffen
Die mikroskopische Dimension ist kleiner oder gleich der asymptotischen Dimension sowie kleiner oder gleich der Überdeckungsdimension.

## Gromovs Vermutung
Für kompakte {\displaystyle n}-dimensionale Mannigfaltigkeiten positiver Skalarkrümmung {\displaystyle M} soll nach einer Vermutung von Gromov die makroskopische Dimension der universellen Überlagerung höchstens {\displaystyle n-2} sein.
Das motivierende Beispiel sind Mannigfaltigkeiten der Form {\displaystyle N\times S^{2}} für eine kompakte, {\displaystyle (n-2)}-dimensionale Mannigfaltigkeit {\displaystyle N}. Diese tragen stets Metriken positiver Skalarkrümmung und ihre universelle Überlagerung hat makroskopische Dimension höchstens {\displaystyle n-2}.
Eine andere, in ihrer allgemeinen Fassung aber durch Gegenbeispiele widerlegte, Vermutung Gromovs besagte, dass für kompakte {\displaystyle n}-Mannigfaltigkeiten, deren universelle Überlagerung makroskopische Dimension kleiner oder gleich {\displaystyle n-1} ist, das Bild der Fundamentalklasse nach der klassifizierenden Abbildung der Fundamentalgruppe {\displaystyle \Gamma } in {\displaystyle H_{*}(B\Gamma ;\mathbb {Q} )} verschwindet.
Dranishnikov bewies, dass die makroskopische Dimension der universellen Überlagerung genau dann kleiner oder gleich {\displaystyle n-1} ist, wenn das Bild der Fundamentalklasse in der ganzzahligen groben Homologie verschwindet.